# Matlock
Matlock lub Matlock Town – miasto i civil parish w środkowej Anglii (Wielka Brytania), stolica hrabstwa Derbyshire i dystryktu Derbyshire Dales, położone nad rzeką Derwent, nieopodal Parku Narodowego Peak District. W 2011 civil parish liczyła 9543 mieszkańców. 
Matlock jest oddalone o ok. 14,5 km na południowy zachód od Chesterfield i otoczone jest przez miasta: Derby (oddalone o ok. 30,5 km), Sheffield (ok. 32 km) i Nottingham (ok. 46 km). Droga główna A6 prowadzi dalej do metropolitalnego obszaru Stockport (oddalonego o ok. 48 km od Matlock) i miasta Manchester (ok. 72 km od Matlock). Przemysł na tym obszarze jest stosunkowo słabo rozwinięty, czego głównym powodem jest upadek zakładów produkcyjnych. Możliwości zatrudnienia oprócz stanowisk urzędowych i w turystyce są niewielkie. Wielu mieszkańców Matlock dojeżdża do pracy do Chesterfield i konurbacji South Yorkshire.

## Historia
Matlock, które dawniej było uzdrowiskiem spa, leży nad rzeką Derwent. Utrzymywało się z hydroterapii i fabryk wybudowanych nad rzeką. Matlock stanowiło wtedy niewiele znaczące skupisko małych wiosek – Matlock Town, Matlock Green, Matlock Bridge, Matlock Bank – aż do momentu odkrycia tam źródeł termalnych w 1698 roku. Liczba ludności wzrosła gwałtownie po 1800 roku, głównie z powodu powstania niezwykle wtedy popularnych zakładów hydroterapii. W pewnym momencie było tam około 20 takich zakładów, z czego większość w Matlock Bank. Największy z nich został wybudowany w 1853 roku przez Johna Smedleya. Po 1950 roku zakład ten został zlikwidowany i stał się siedzibą Rady Hrabstwa Derbyshire. W Matlock znajduje się również rada dystryktu Derbyshire Dales i rada gminy Matlock. Matlock zostało wspomniane w Domesday Book (1086) pod nazwą Maslach.

## Zabudowa centrum miasta

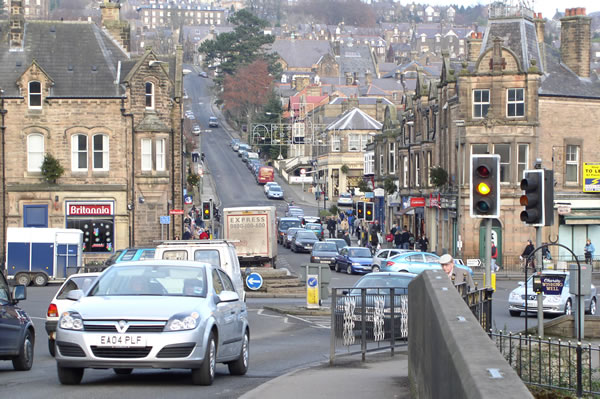
Matlock – widok z Mostu Matlock Bridge na wznoszącą się ulicę Bank Road przez rondo Crown Square

Przez wiele lat rada miasta wnosiła o udzielenie pozwolenia na budowę supermarketu Sainsbury’s w Cawdor Quarry, opuszczonym kamieniołomie położonym obok stacji kolejowej. Późną wiosną 2007 ruszyły prace budowlane, a 4 października 2007 supermarket został otwarty. Droga dojazdowa do supermarketu stanowi część nowego systemu płynnego ruchu, zgodnie z którym droga główna A6 omija centrum miasta. Kładka poprowadzona ze stacji kolejowej pozwala pieszym łatwo dostać się do supermarketu z centrum miasta. Nowo wybudowany dworzec autobusowy wraz z sąsiednią stacją kolejową mają na celu stworzenie zintegrowanego terminalu komunikacyjnego. Jednak na niektórych trasach autobusy będą nadal zatrzymywać się tylko przy starym Dworcu Autobusowym na ulicy Bakewell Road, czyniąc Matlock jednym z najmniejszych miasteczek w Wielkiej Brytanii mogących się poszczycić dwoma dworcami autobusowymi.

## Transport

### Tramwaj linowy

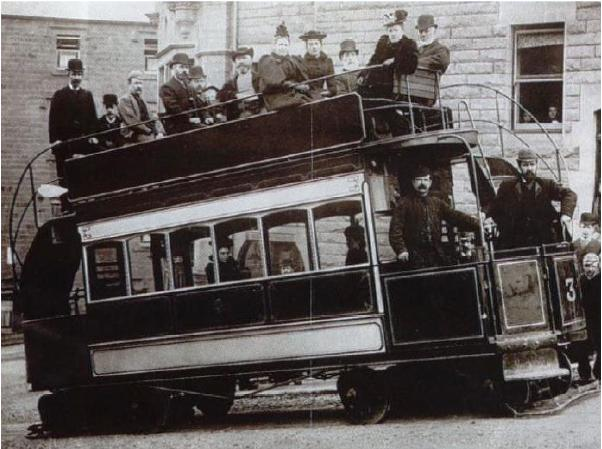
Tramwaj ok. 1900 roku

W 1893 roku powstał tramwaj linowy zwany Matlock Cable Tramway kursujący po ulicy Bank Road. Trasa rozpoczynała się na rondzie Crown Square przy moście Matlock Bridge, kończyła przy ulicy Wellington Street (na końcu ulicy Bank Road), a przystanek znajdował się w połowie drogi przy ulicy Smedley Street, gdzie mieściła się siedziba Smedley’s Hydro (zakład hydroterapii wybudowany przez Johna Smedleya). Projekt tramwaju został opracowany przez Joba Smitha zainspirowanego przez słynne wagony tramwaju linowego z San Francisco, a koszt budowy sięgnął 20 000 funtów. Po jego zbudowaniu okazało się, że porusza się po najbardziej stromej powierzchni ze wszystkich tramwajów na świecie, o nachyleniu 1:5,5 (18%), wznosząc się na wysokość 300 stóp. Opłata wynosiła dwa pensy za jazdę w górę ulicy, a jeden w dół. Tramwaj przestał jeździć w 1927, kiedy kursy przestały być opłacalne z powodu rosnącej popularności samochodów i autobusów.

### Kolej
Stacja kolejowa w Matlock została otwarta na trasie linii Manchester, Buxton, Matlock and Midlands Junction Railway, później Midland, linii pomiędzy Londynem a Manchesterem, obsługiwanej do czasu, kiedy część pomiędzy Matlock a Buxton została zamknięta w 1968 roku w ramach planu zredukowania kosztów utrzymania kolei w Wielkiej Brytanii zwanego Beeching Axe. Państwowa firma Network Rail, właściciel i zarządca brytyjskiej infrastruktury kolejowej, rozważała ponowne otwarcie linii po uwzględnieniu badania przeprowadzanego przez Radę Hrabstwa. Chociaż okazało się to niewykonalne w krótszym czasie, teren torowiska nie będzie zabudowywany, gdyż badanie wykazało, że linia może być rentowna od roku około 2025. Część od Wye Dale (5 km na wschód od Buxton) do wiaduktu w Coombs, znajdującego się około 1,5 km na południowy wschód od Bakewell, jest teraz 14-kilometrowym szlakiem dla pieszych i rowerzystów zwanym Monsal Trail.
Pociągi wciąż kursują pomiędzy Matlock a Derby na linii Derwent Valley Line. Peak Rail, odrestaurowana kolej dla turystów, obsługuje lokomotywy parowe na części zamkniętej linii pomiędzy Matlock, Darley Dale i Rowsley. Jest nadzieja, że Peak Rail będzie mogła korzystać ze stacji trasy głównej – obecnie ma własną stację Matlock Riverside znajdującą się w niedużej odległości na północ.

## Park Hall Leys
Przystanek tramwajowy, który był na rondzie Crown Square znajduje się teraz w parku Hall Leys. Jest to ogromny park w stylu wiktoriańskim położony obok rzeki Derwent, otwarty w 1898 roku. Park szczyci się miniaturową koleją, kortami tenisowymi, pomnikiem ku czci poległych w czasie wojny, estradą i stawem, po którym pływają, od wielu lat, najstarsze działające w Wielkiej Brytanii łodzie motorowe. W ramach trwającego projektu, którego celem jest modernizacja i podniesienie standardu wszystkich parków na obszarze Matlock, dziecięcy plac zabaw w Parku Hall Leys, który jako pierwszy skorzystał z tego projektu, został znacznie unowocześniony. Na miejscu kortów trawiastych powstał skatepark. W pierwszy grudniowy weekend w parku ma miejsce święto - Matlock Victorian Christmas Weekend.

## Ulica Bank Road
Ta pochyła droga prowadzi od ronda Crown Square w górę Matlock Bank, stromego wzgórka, od którego ulica bierze swą nazwę, do ulicy Wellington Street. Chociaż wielu traktuje całą pochyłość jako ulicę Bank Road, za ulicą Smedley Street ulica nazywa się Rutland Street. 
Podróżując od podnóża wzgórka (Crown Square) ku północy, ulica Bank Road ma wiele charakterystycznych budynków: 
- The Crown Hotel – pierwotnie był tu hotel, od którego pochodzi nazwa ronda Crown Square, a teraz znajduje się tu biuro oszczędnościowej kasy mieszkaniowej. Znajduje się tu również pub Wetherspoon przy ulicy Bakewell Road.
- Poczta i sortownia
- Derbyshire Dales District Council Offices – siedziba Rady Okręgu Derbyshire Dales.
- Our Lady & St. Joseph’s Catholic Church – Kościół katolicki pod wezwaniem Matki Bożej i św. Józefa.
- Youth Hotel – schronisko młodzieżowe YHA (Towarzystwo Schronisk Młodzieżowych) – zamknięte 30 września 2007 roku.
- Matlock Methodist & United Reformed Church – Kościół Reformowany Metodystów w Matlock.
- Old Sunday School – stara szkółka niedzielna, która jest teraz B&B.
- Old Methodist Church – stary Kościół Metodystów, do niedawna mieściła się tu firma Matlock Wurlitzer.
- County Hall – od lat 50. siedziba Rady Hrabstwa Derbyshire, dawniej siedziba Smedley’s Hydro. Część kompleksu County Hall można zobaczyć na początku oskarowego filmu Kena Russella z 1969 roku – „Zakochane kobiety”, kiedy siostry Brangwen wychodzą z domu (w rzeczywistości przy ulicy New Street 80) i idą w kierunku ulicy Bank Road.
- Smedley Street – ulica przechodząca przez Matlock Bank. Znajduje się na niej rząd sklepów i poczta (teraz zamknięta).
- The Gate – piwiarnia.

Zwróć uwagę: Za ulicą Smedley Street ulica Bank Road w rzeczywistości przechodzi w ulicę Rutland Street.
- The Old Tram Depot – dawna zajezdnia tramwajowa; teraz są tu garaże i centrum naprawy samochodów.
- Rockside Hydro – okazały budynek z widokiem na całe Matlock, teraz przerobiony na mieszkania.

## Sport
W Matlock mieści się klub piłkarski – Matlock Town Football Club, znany jako „The Gladiators” („Gladiatorzy”). Obecnie należy on do ligi Unibond Premier League i rozgrywa mecze na stadionie Causeway Lane, teraz znanym jako Geoquip Stadium. 

Matlock posiada również klub krykieta – Matlock Cricket Club. Jego członkowie grają mecze krykietowe obok boiska do piłki nożnej. 

Matlock ma zawodową drużynę rugby, która rozgrywa mecze w pobliskim Cromford Meadows. Prowadzone są 3 drużyny seniorskie, a drużyna złożona z 15 najlepszych graczy rywalizuje na szóstym poziomie ligi rugby RFU. Matlock Rugby Club ma również doskonale rozwijającą się sekcję dla dzieci i młodzieży, do której należy ponad 250 członków szkolonych przez w pełni wykwalifikowanych trenerów. W 2007 roku klub otrzymał tytuł drużyny roku i zdobył nagrodę Derbyshire Tigger Price Memorial.

## Edukacja i sztuka
Matlock jest coraz bardziej znane z licznych występów i przedstawień, które zostały spopularyzowane w 2004 roku wraz z rozpoczęciem corocznego festiwalu Matlock Live!. Festiwal odbywa się w czerwcu lub lipcu i każdego roku zrzesza lokalnych muzyków, tancerzy, artystów itp. Dzięki swoim związkom z festiwalem, lokalna szkoła średnia Highfields School została uznana za Performing Arts College w brytyjskim programie mającym na celu profilowanie szkół.

## W filmie i telewizji
- „Coming Down the Mountain” – akcja teatru telewizji BBC częściowo osadzona była w Matlock, lecz żadna scena nie została tam nakręcona.
- „Zakochane kobiety” – w nagrodzonym Oskarem filmie Kena Russella z 1969 roku jako posiadłość sióstr Brangwen wykorzystany jest dom mieszczący się na szczycie ulicy New Street (pod numerem 80). Obecnie znajduje się tam B&B.
- „Peak Practice” – w serialu stacji ITV wykorzystywano różne miejsca w mieście, w tym szkołę średnią Highfields School, ogrody Victoria Hall Gardens oraz ulicę Henry Avenue. Jednak głównym miejscem kręcenia filmu są miejscowości Crich oraz pobliskie Fritchley.
- „Buty nieboszczyka” – film Shane’a Meadowsa z 2004 roku kręcony był w Matlock i okolicach.
- „In Denial of Murder” – dramatyzacja BBC z 2005 roku przedstawiająca kampanię wydawcy gazety Matlock Mercury - Dona Hale’a na rzecz uwolnienia Stephena Downinga.
- „Jane Eyre” – adaptacja noweli Charlotte Brontë z 2006 roku była kręcona w Haddon Hall i okolicach.

## Schroniska młodzieżowe
Towarzystwo Schronisk Młodzieżowych (YHA) ma swoją narodową siedzibę przy ulicy Dimple Road w Matlock. W 2005 roku Stowarzyszenie zdecydowało o zamknięciu schroniska w Matlock mieszczącego się przy ulicy Bank Road pomimo bliskiego sąsiedztwa z siedzibą główną YHA.

## Znani mieszkańcy
- Simon Groom – DJ i były prezenterMiasta partnerskie telewizyjnego programu dla dzieci, Blue Peter
- Ben Ottewell – członek zespołu Gomez
- Geoff Hinsliff – aktor grający postać Dona Brennana w serialu Coronation Street
- George Newnes – urodzony w Matlock w 1851 roku członek parlamentu brytyjskiego, wydawca gazety Strand Magazine
- Rhythm Plate – zespół producentów muzycznych w składzie: Matt Rhythm i Ant Plate
- Paddy Considine – aktor grający rolę Richarda w filmie „Buty Nieboszczyka”, który kręcony był w okolicach Matlock w 2004 roku
- Isy Suttie – brytyjski komik
- Bruce White – brytyjski zapaśnik
- Philip Whitehead – urodzony w Matlock członek parlamentu brytyjskiego i Parlamentu Europejskiego, producent i autor kompozycji nagradzanych nagrodami Emmy
- Jon Greaves – piłkarz obecnie grający w Celtic Glasgow

## Miasta partnerskie
- Eaubonne